# Санта Марија Капуа Ветере
Санта Марија Капуа Ветере (итал. Santa Maria Capua Vetere) је насеље у Италији у округу Казерта, региону Кампанија.
Према процени из 2011. у насељу је живело 31743 становника. Насеље се налази на надморској висини од 42 м.

## Становништво
| 1931.  | 1936.  | 1951.  | 1961.  | 1971.  | 1981.  | 1991.  | 2001.  | 2011.  |
| ------ | ------ | ------ | ------ | ------ | ------ | ------ | ------ | ------ |
| 23.239 | 24.184 | 27.972 | 30.024 | 31.080 | 32.129 | 31.396 | 30.745 | 32.503 |